# Albiert Iwanow
Albiert Anatoljewicz Iwanow (ros. Альберт Анатольевич Иванов; ur. 1938) – radziecki pisarz, scenarzysta, autor książek dla dzieci.

## Wybrane scenariusze filmowe
- 1978: Przygody Chomy
- 1980: Sprytna wrona
- 1983: Psie zawody

## Literatura
- A. Iwanow, Przygody Chomy: Bajka filmowa, Związek Filmowców ZSRR, Wszechzwiązkowe Biuro Propagandy Sztuki Filmowej, 1983.